# التحيز العنصري في الأخبار الجنائية في الولايات المتحدة
التحيزات العنصرية هي شكل من أشكال التحيز الضمني الذي يشير إلى المواقف أو الصور النمطية التي تؤثر على فهم الفرد وأفعاله وقراراته بطريقة غير واعية، غالبًا ما يتم تفعيل هذه التحيزات التي تشمل التقييمات غير المواتية بشكل لا إرادي ودون وعي أو سيطرة مقصودة من الفرد، تختلف هذه التحيزات التي تكمن عميقًا في اللاوعي عن التحيزات المعروفة التي قد يختار الأفراد إخفاءها لأغراض الصواب الاجتماعي و/أو السياسي.[ملاحظة 1] لدى ضباط الشرطة تحيز ضمني بغض النظر عن انتمائهم العرقي،  يعد التحيز العنصري في التقارير الإخبارية الإجرامية في الولايات المتحدة مظهرًا من مظاهر هذا التحيز.

## التحيز العنصري ضد الأمريكيين من أصل أفريقي
تم تسجيل التحيز العنصري في التقارير الإخبارية الإجرامية من الولايات المتحدة، خاصة فيما يتعلق بالأفراد الأمريكيين من أصل أفريقي والخوف الملحوظ من الأمريكيين من أصل أفريقي بين الأمريكيين الأوروبيين والبيض ،تاريخيًا كانت العنصرية ضد الأمريكيين من أصل أفريقي تتكون من معتقدات حول ذكاء الأمريكيين من أصل أفريقي، وطموحهم، وصدقهم، وغيرها من الخصائص النمطية، بالإضافة إلى دعم التمييز العنصري ودعم أعمال التمييز العلني.
تكشف أبحاث دانا ماسترو حول التحيز العنصري في الولايات المتحدة عن التحيز العنصري المستمر بين البيض، ووصف الأمريكيين من أصل أفريقي بأنهم عنيفون وعدوانيون، وقد تبين أن هذه المعتقدات تتجلى في الخوف المتزايد بين البيض من الإيذاء على أيدي الأقليات العرقية وخاصة الذكور الأمريكيين من أصل أفريقي، تشير كل من النظرية والأدلة التجريبية إلى أن التعرض لوسائل الإعلام يساهم في بناء وإدامة هذه التصورات من خلال تصوير الأقليات العرقية/الوثنية بشكل غير متناسب كمشتبه بهم جنائيين والبيض كضحايا في الأخبار التلفزيونية. لقد تبين أن الاستهلاك الإضافي لهذه الرسائل يثير ردود فعل ضارة بين المشاهدين البيض.
يشير روبرت إنتمان إلى أن البيئة الإعلامية اليوم تشير إلى أن الصور العنصرية القديمة غير مرغوب فيها اجتماعيًا وأن القوالب النمطية أصبحت الآن أكثر دقة ويتم تعزيز التفكير النمطي عند مستويات من المرجح أن تظل أقل من الوعي الواعي. وبدلاً من التشوهات المهينة للصورة النمطية التي كانت سائدة بالأمس، توجد الآن منطقة رمادية تسمح بإنكار العنصر العنصري. إن عبارة "تهديد الذكر الأسود" تسمح بسمة سلبية بدلاً من الهجوم على الهوية العرقية.
تويتر هو أحد أشكال وسائل التواصل الاجتماعي الأكثر استخدامًا على نطاق واسع، مع أكثر من 271 مليون مستخدم نشط، وهو خيار جيل الألفية للحصول على الأخبار العاجلة. استخدام علامات التصنيف، مثل #michaelbrown، عند النشر يسمح للأفراد بالعثور على المعلومات بطريقة أبسط.
وتشير الدراسة التي أجريت في مقال العرق والعقاب إلى أن استراتيجيات تغطية الجريمة الحالية تهدف إلى زيادة أهمية الجريمة، وبالتالي تشويه الشعور العام بمن يرتكب الجرائم، ويؤدي إلى ردود أفعال متحيزة. ومن خلال المبالغة في تمثيل البيض كضحايا للجرائم التي يرتكبها الأشخاص الملونون، فإن ذلك يبالغ في الجرائم التي يرتكبها الأمريكيون من أصل أفريقي ويقلل من أهمية إيذاء الأمريكيين من أصل أفريقي. على سبيل المثال، غالبية جرائم القتل في الولايات المتحدة تحدث بين أفراد عرقيين، لكن روايات وسائل الإعلام غالبا ما تصور عالما يكون فيه نجاة الذكور الأميركيون من أصل أفريقي ممثلين بشكل كبير.

### ظهور المشتبه بهم الأمريكيين من أصل أفريقي في الأخبار
تشير دراسة أجراها مشروع Sentencing Project إلى أن المشتبه في ارتكابهم جرائم أمريكية من أصل أفريقي تم تقديمهم في سياقات أكثر تهديدًا من البيض؛ على وجه التحديد غالبًا ما يُترك المشتبه بهم من الأمريكيين من أصل أفريقي بدون أسماء وكان من المرجح أن يظهروا على أنهم يمثلون تهديدًا من خلال تصويرهم وهم محتجزون لدى الشرطة.
تشير تحليلات الأخبار التليفزيونية باستمرار إلى أن الذكور الأمريكيين من أصل أفريقي يتم تمثيلهم بشكل زائد كمرتكبين بينما يتم تمثيلهم بشكل ناقص كضحايا، مقارنة بنظرائهم من الذكور البيض على شاشة التلفزيون وكذلك تقارير الاعتقال التي تصدرها وزارة العدل في العالم الحقيقي. في هذه القصص الإخبارية من المرجح أن يتم تصوير المشتبه بهم الأمريكيين من أصل أفريقي على أنهم مجهولي الهوية، ومثيرين للتهديد، وواقعين في قبضة الشرطة أكثر من البيض ،تشير بعض الأدلة أيضًا إلى أن الجماهير تعرف أن الأخبار التي تشاهدها تحريف حقيقة العرق والجريمة في الولايات المتحدة ويعلم المسؤولون التنفيذيون في مجال الأخبار أن برامجهم الإذاعية تخيف جمهورهم.
تشير دانا ماسترو إلى أن الأمريكيين من أصل أفريقي هم أكثر عرضة للظهور كمجرمين بأربع مرات تقريبًا مقارنة بضباط الشرطة في الأخبار التلفزيونية - وهي نسبة لا تتفق مع إحصائيات وزارة العمل الأمريكية، إلى جانب تصويرهم المفرط كمجرمين في الأخبار فإن الأمريكيين من أصل أفريقي لا يتم تمثيلهم كضحايا مقارنة بنظرائهم على الهواء. وخلصت دراسة أخرى أجراها ديكسون وويليامز أيضًا إلى أن هذا لا يزال هو الحال في القنوات الإخبارية عبر الكابل مع اختلاف واحد. من المرجح أن يتم عرض ضحايا جرائم القتل الأمريكيين من أصل أفريقي على شبكات الكابل أكثر من شبكات التلفزيون عندما تتلقى القصص الوطنية مثل Trayvon Martin Fatal Shooting تغطية مستمرة في دورات الأخبار وبالتالي تتلقى المزيد من وقت البث على البرامج المملوكة للكابل لمدة أربع وعشرين ساعة. توصلت هذه الدراسة أيضًا إلى استنتاج مفاده أنه عند دراسة هذا التحيز، سيحتاجون إلى تضمين عدد أكبر من البرامج ذات الشخصية "الاستقطابية على الهواء" بشكل أكبر وعبر أجزاء مختلفة من البلاد مع فئات عمرية مختلفة.
علاوة على ذلك، وجد أيضًا أن نص القصص الإخبارية المتعلقة بالجريمة يختلف اعتمادًا على عرق مرتكب الجريمة على سبيل المثال يكشف بحث ديكسون ولينز أن التصريحات التي تحتوي على معلومات ضارة عن المشتبه فيهم جنائيًا مثل الاعتقالات السابقة كانت أكثر احتمالًا بكثير أن تكون مرتبطة بالأمريكيين من أصل أفريقي مقارنة بالمتهمين البيض لا سيما في القضايا التي تشمل الضحايا البيض. التعرض للرسائل المتحيزة له عواقب، عندما يستهلك الجمهور باستمرار التمثيل الزائد المستمر للذكور الأمريكيين من أصل أفريقي في القصص الإخبارية المتعلقة بالجريمة فإن ذلك يعزز ارتباطهم المعرفي بين السود والإجرام في أذهانهم مثل الارتباط "السود والجريمة"، وبالتالي يصبح متاحًا بشكل مزمن للاستخدام في التقييمات  المتعلقة بالعرق مثل: زيادة الدعم لعقوبة الإعدام لأن الجريمة ترتبط أكثر كمشكلة سوداء يحتاج الناس إلى الحماية منها و أن الكسل هو الطريق الأسود الوحيد للنجاح للأشخاص الملونين، والجدير بالذكر كما يوضح البحث حول تحضير الوسائط أنه حتى التعرض لمرة واحدة لهذه الأوصاف غير المواتية يمكن أن ينتج استجابات قائمة على الصور النمطية.
| المتهمون بجرائم في تصوير مرئي مختار لجميع الجرائم | الاسود | الابيض |
| ------------------------------------------------- | ------ | ------ |
| المتهم اسمه في الصورة الثابتة                     | 49.9%  | 65.3%  |
| المتهم لم يذكر اسمه في الصورة الثابتة             | 51.1%  | 34.7%  |
| المتهم يظهر في الحركة                             | 52.3%  | 66.3%  |
| المتهم لم يظهر في الحركة                          | 47.7%  | 33.7%  |
| المتهم يرتدي ملابس جيدة                           | 45.6%  | 69.4%  |
| المتهم يرتدي ملابس سيئة                           | 54.4%  | 30.6%  |
| المتهم محتجز جسديا                                | 37.6%  | 17.6%  |
| المتهم غير محتجز جسديا                            | 62.2%  | 82.4%  |

واستشهد تقرير نشره The Sentencing Project بدراسات توصلت إلى أن الصحفيين انجذبوا نحو الحالات التي كان فيها البيض هم الضحايا والحالات التي كان فيها المعتدي أمريكيًا من أصل أفريقي، واستشهدت ببحث صدر عام 2003 أشار إلى أن الجدارة الإخبارية لا تتحدد من خلال حداثة الجريمة أو نمطيتها بقدر ما يتم تحديدها من خلال ما إذا كان من الممكن "كتابتها باستخدام قوالب نمطية ترتكز على عنصرية البيض وخوف البيض من جريمة السود".
درس روبرت إنتمان كيف أثرت الأخبار التلفزيونية على آراء البيض تجاه السود في مقالته "السود في الأخبار: التلفزيون والعنصرية الحديثة والتغيير الثقافي"، والتي تناولت القصص الإخبارية التلفزيونية من أربع محطات في شيكاغو خلال 6 أشهر في 1989-1990 ووجد أن تقارير الجرائم تصور السود على أنهم أكثر خطورة - في نفس الوقت الذي ربما يكون فيه توظيف الصحفيين السود قد دفع المشاهدين إلى الاعتقاد بأن العنصرية لم تعد ذات أهمية ، كان يعتقد أن هذين العاملين ساهما في "العنصرية الحديثة" أو "الرمزية" - والتي عرّفها على أنها مقاومة العمل الإيجابي، واستحقاقات الرعاية الاجتماعية، والشعور بأن السود "يضغطون بشدة"، إلى جانب الاعتقاد بأن التمييز العنصري لم يعد مشكلة، وفقًا لإنتمان  فإن البيض "العنصريين المعاصرين" لم يدعموا بالضرورة التمييز أو يعتقدون أن السود أقل شأنًا، بل شعروا "بتأثير سلبي" عام تجاه السود وتجاه الكثير من أجندتهم السياسية.
وقد تعمقت دراسة أصغر قليلاً في ميل التحيز العنصري الصحفي من خلال الانتقال من البيانات إلى تحليل المراسلين ،مقال كتبته إميلي درو في مجلة الدراسات النقدية في الاتصالات الإعلامية المنشورة في عام 2011 استعرضت بيانات من المقابلات التي أجريت مع 31 مراسلًا من 28 صحيفة رئيسية في جميع أنحاء الولايات المتحدة، نشرت كل صحيفة كبرى في وقت واحد سلسلة من المقالات التي تغطي العلاقات العرقية استمرت من شهر إلى عام طوال السلسلة المختلفة استمر ظهور موضوع مشترك، حيث تساءلوا عن سبب "تدهور العلاقات العرقية - وزيادة الفوارق العرقية".
خلال المقابلات يحلل الصحفيون سبب عدم مساعدة وسائل الإعلام في العلاقات العرقية عندما يكون لديهم القدرة على القيام بذلك "فقط من خلال اختيار القصص التي يجب تغطيتها" بدأوا في التحقيق في تحيزهم، لقد أدركوا أن سببين من أسباب حدوث التحيز في أغلب الأحيان في الصحافة هما عدم الاعتراف بالامتياز وبسبب نقص التنوع سواء في الموظفين أو في المدينة التي يعيشون ويعملون فيها. كما أدرك الصحفيون الذين تمت مقابلتهم أن هذا التحيز لا ينتهي عند المراسلين البيض ونقل عن أحد الصحفيين قوله: "السود ليسوا محصنين ضده أيضًا. إذا واصلت الكتابة لصحيفة بيضاء لفترة كافية، فإنك تبدأ في الكتابة وحتى التفكير بصوت أبيض. تضمنت بعض الجهود قصيرة الأمد لهذه الدراسة برامج تهدف إلى توظيف المزيد من الأشخاص الملونين لتوظيف هذه الصحف ولكي يبدأ المراسلون في أن يصبحوا جزءًا من المجتمعات الفعلية التي كانوا يتواجدون فيها.

### وسائل الإعلام والتحيز العنصري ضد الأمريكيين من أصل أفريقي
فوكس نيوز
Media Matters for America، وهو "مركز بحث ومعلومات تقدمي مخصص لرصد وتحليل وتصحيح المعلومات الخاطئة المحافظة في وسائل الإعلام الأمريكية " هو منتقد صريح لفوكس نيوز وكثيرًا ما يتهم القناة بإدراج إيحاءات عنصرية في التغطية الإخبارية، علاوة على ذلك تزعم مقالة MMFA أن إطلاق النار على مراهق أسترالي وصف بأنه جريمة كراهية عنصرية من قبل قناة فوكس نيوز، كان MMFA غاضبًا بشكل خاص من حادثة تعرض فيها برنامج Fox News On The Record With Greta Van Susteren، حيث ادعى الضيف بات بوكانان أن "جرائم الكراهية العنصرية [هي] أكثر انتشارًا في المجتمع الأسود بأربعين مرة من المجتمع الأبيض."
أكدت Media Matters for America أيضًا أن طبعة 12 مارس 2015 من برنامج Fox & Friends، فيما يتعلق بقضية إطلاق النار في فيرغسون وصف المراسل بيتر دوسي ما توصلت إليه وزارة العدل بشأن التحيز العنصري مشددًا على أن المدعي العام إريك هولدر "طرح إمكانية" حل قضية قسم شرطة فيرجسون نتيجة لذلك بينما ربط المضيف المشارك ستيف دوسي تقرير وزارة العدل ورد هولدر على إطلاق النار على ضابطي شرطة في فيرجسون. صرح هولدر، في مؤتمر صحفي، أن الإيرادات وليس تطبيق القانون هي التي دفعت الضباط إلى استهداف الأمريكيين من أصل أفريقي في المجتمع،  ووصف دوسي إطلاق النار قائلاً: "إن موجة جديدة من العنف تأتي بعد أسبوع واحد من تعهد المدعي العام إريك هولدر بتفكيك قسم الشرطة في تلك المدينة"، وتساءل عما إذا كان هذا "ما يريده".
ABC نيوز
لقد شوهدت ABC News وهي تتعثر في موضوع الصحافة ولديها تحيز معين تم رسمه من قبل أطراف ثالثة أثرت في وجهة نظرهم. وفي حالة موميا أبو جمال، وهو صحفي وناشط من فيلادلفيا أدين وحكم عليه بالإعدام في عام 1981 بتهمة قتل ضابط شرطة، شكلت شبكة ABC News حجة محددة ليشاهدها جمهورها، قرر توم جاردنر الأستاذ في جامعة ولاية ويستفيلد أن ينظر بشكل أعمق في هذه القضية ورأى العديد من التقييمات داخل التجربة التي تحتاج إلى إعادة تقييم. أخذت مؤسسة التعليم الإعلامي هذه القضية تحت جناحها وقررت أن تحكي قصة هذه القضية المثيرة للجدل مع جاردنر وطرحت "أسئلة مهمة حول المسؤولية التي يتحملها الصحفيون عندما يتعلق الأمر بقضايا الحياة والموت".
الفيلم الوثائقي تأطير الإعدام: الإعلام وموميا أبو جمال يلقي نظرة على الطريقة التي غطى بها سام دونالدسون من برنامج ABC 20/20 القضية. يعتقد العديد من العلماء أن أبو جمال سجين سياسي ولا يوجد في السجن إلا بسبب آرائه المحددة وانتقاداته لكيفية تعامل الشرطة مع مجتمع السود، ولم يتم الاعتراف بهذه القضية إلا بعد أن استمر الناس في التشكيك في أن محاكمة أبو جمال كانت عادلة أو قانونية، إلى حد أنها وصلت إلى الاهتمام الوطني والدولي. 20/20 روى هذه القضية كقصة عاطفية  مقللا من أهميتها، بدأ سام دونالدسون مقابلاته مع الأرملة مورين فولكنر تم تصويرها على أنها فتاة في محنة  مما يجعلها شخصية أكثر تعاطفاً. منذ البداية  يمكن رؤية الزاوية المحددة لقناة ABC News واتجاه تحيز سام دونالدسون. ذكرت ABC في رسالتها المرسلة إلى سلطات سجن بنسلفانيا عند محاولتها إجراء مقابلة مع أبو جمال أنهم "يعملون حاليًا جنبًا إلى جنب مع مورين فولكنر ومنظمة فيلادلفيا الأخوية للشرطة".
التأطير له معنيان؛ بالنسبة لصانعي الأفلام، فإن أفضل وصف لسلوك 20/20 هو "إعداد شخص ما بشكل خاطئ ليبدو كما لو أنه مذنب". وبسبب عدم عدالة إجراءات المحاكمة، قال كثيرون إنه من المستحيل أن يعرف أي شخص ما إذا كان أبو جمال مذنباً أم لا، لكن الطريقة التي صيغت بها وسائل الإعلام لمحاكمته تقول خلاف ذلك. يعتقد مايك فاريل أنه من المهم النظر إلى "السياق السياسي، ونبرة الوقت في فيلادلفيا، في تلك الفترة قبل وبعد هذه المحاكمة لفهم سياق هذه المحاكمة"  عندما تمت مقابلة مايك فاريل وإد أسنر في برنامج 20/20 بواسطة دونالدسون، كان عليه أن يصورهم على أنهم "مشاهير مخادعون لا يعرفون شيئًا" بمجرد أن يبدووا على دراية. يعتقد دونالدسون أن المحاكمة لم تكن غيرعادلة ولكن موميا كان غير عادل للمحاكمة. ويستمر في التقليل من شأن أبو جمال ومن يقفون معه من خلال اتهامهم سلباً بأنهم يتبعون سلوك طائفة دينية.
رأى توماس جاردنر أن برنامج 20/20 "لم يكن في الواقع صحافة في البداية  لقد كان تمرينًا في الإقناع والبلاغة والدعاية المحضّة التي تتنكر في هيئة صحافة" وذكرت منظمة العفو الدولية أن "جوانب عديدة لهذه القضية واضحة"  فشلت في تلبية الحد الأدنى من المعايير الدولية التي تضمن نزاهة الإجراءات القانونية"، و"تعتقد أن مصلحة العدالة ستتحقق على أفضل وجه من خلال منح محاكمة جديدة لموميا أبو جمال".أنجيلا ديفيس، ناشطة وباحثة وتعتقد الكاتبة أن وسائل الإعلام منعت الناس عمدًا من فهم قضية أبو جمال وأنها أرادت إبقاء الجمهور غير مدرك للتأكد من أنه لن يكون هناك أعداد كبيرة من الأشخاص الذين يدعمون حملته.

#### محركات البحث والتحيز العنصري ضد الأمريكيين من أصل أفريقي
حددت البروفيسور لاتانيا سويني من جامعة هارفارد "تمييزًا كبيرًا" في مصطلحات بحث جوجل التي تضمنت أسماء مرتبطة عادةً بالسود، وكان من المرجح أن تسفر عن نتائج تتعلق بالأنشطة الإجرامية والتي قد تكشف وفقًا للبروفيسور سويني "التحيز العنصري في المجتمع".

### تحيز الشرطة
خلصت وزارة العدل الأمريكية إلى أن قسم الشرطة في فيرجسون بولاية ميسوري كان متحيزًا عنصريًا ضد الأمريكيين من أصل أفريقي عن طريق إزالة جميع المتغيرات بخلاف العرق وأن الشرطة انتهكت بشكل روتيني الحقوق الدستورية للأمريكيين من أصل أفريقي في فيرجسون بسبب خروجهم عن السيطرة في مشاكل جرائم العنف التي يحميها المجتمع من الشرطة ،بعد تحقيق في الحقوق المدنية في إطلاق النار على مايكل براون من قبل الإدارة  مما أثار احتجاجات وأعمال شغب في المنطقة. وتشير تقارير أخرى إلى تنظيم احتجاجات في جميع أنحاء الولايات المتحدة نتيجة لوفاة مايكل براون في فيرغسون بولاية ميسوري. قام الباحثون بدراسة إطلاق النار من قبل الشرطة فيما يتعلق بما إذا كان العرق يلعب دورًا في قرار الضابط باستخدام القوة المفرطة. حددت وزارة العدل أن المشتبه بهم السود يتعرضون للقتل على يد ضباط الشرطة أكثر من الأعراق الأخرى. على الرغم من أن ثلاثة أرباع سكان المدينة هم من الأمريكيين من أصل أفريقي، إلا أن قسم الشرطة يتكون بالكامل تقريبًا من البيض. بدأت هذه المدينة مثل العديد من المدن الكبرى الأخرى، في إجراء تغييرات في العام الماضي لمحاولة تحسين عدالتها العرقية.